# Kichpinyč
Kichpinyč (rusky Кихпиныч) je název vulkanického komplexu, tvořeného několika stratovulkány, nacházejícího se ve východní části poloostrova Kamčatka, asi 20 km východně od kaldery Uzon. Masiv jen 1552 m vysoké sopky leží na starších, pleistocenních vulkanických strukturách a jeho vrchol tvoří trojice kráterů, seřazených ve směru východ-západ. Nejstarší z trojice je Zapadnyj (na západním okraji), který vznikl přibližně před 4200 lety př. n. l. Kráter Savič se vytvořil před 3450 lety a nejmladší je sopečný dóm Krab, nacházející se východním svahu západnímu. Jeho věk je jen několik stovek let. V horninovém složení sopečných produktů převládají nízkodraselné bazalty až andezity s inkluzemi olivínu, plagioklasu a pyroxenů.